# 思い出さないで
「思い出さないで」（おもいださないで）は、作詞・作曲: 中山大三郎による楽曲。島崎恵子が1973年に発表したバラード。日本コロムビア: P-233。

## 島崎恵子のシングル収録曲
1. 思い出さないで（3分45秒）
作詞・作曲：中山大三郎
2. あなた
作詞：片桐和子／作曲：櫛田露孤
  - 両楽曲共に、編曲：青木望

## カバー
ブレンダ・リーが1975年に、タレントのうつみ宮土理が1977年に、岩崎宏美が1982年にカバーしている。

### うつみ宮土理のシングル

#### 収録曲
1. 思い出さないで（3分57秒）
作詞・作曲：中山大三郎／編曲：馬飼野康二
2. 思い出さないで（インストゥルメンタル）
作曲：中山大三郎／編曲：馬飼野康二

### 岩崎宏美のシングル
「思い出さないで」（おもいださないで）は、1982年9月21日にリリースされた岩崎宏美の29枚目のシングル。
- 1979年発表のカバー・アルバム『恋人たち』に収録されているが、今回のシングル化にあたり、ヴォーカルのみ新たにレコーディングしたものである。当時岩崎の担当ディレクターであった飯田久彦が入院療養中に「この曲を聴いてとても心が休まった」と言うのを聞いてシングル・カットを決意した、と岩崎本人が語っていた。

#### 収録曲
1. 思い出さないで（4分7秒）
作詞・作曲：中山大三郎／編曲：青木望
2. メラニーに（4分54秒）
作詞：福田一三／作曲：長部正太／編曲：清水信之